# Shiko
Francisco José Souto Leite (Patos, 24 de março de 1976), mais conhecido como Shiko, é um quadrinista brasileiro. Nascido em Patos, mudou-se para João Pessoa aos 18 anos, quando começou a trabalhar com Publicidade e a criar quadrinhos independentes, especialmente pela revista indie Marginal Zine. Atualmente morando em Florença, sua obra inclui a adaptação de O Quinze e as graphic novels O Azul Indiferente do Céu, Talvez seja mentira, Lavagem e Piteco - Ingá. Com esta última, ganhou o 26º Troféu HQ Mix de melhor desenhista nacional e melhor publicação de aventura / terror / ficção. Também ganhou o 30º Prêmio Angelo Agostini como melhor desenhista. Em 2019, lançou a graphic novel Três Buracos, pela editora Mino. Em outubro de 2020, publicou  Carniça e a Blindagem Mística – É Bonito Meu Punhal, seguido por Carniça e a Blindagem Mística Parte 2 – A Tutela do Oculto em junho de 2021.